# Temple de Zeus Olímpic (Agrigent)
El Temple de Zeus Olímpic, anomenat també Temple dels Gegants, Temple B o Olimpièon és un temple grec dins el conjunt de la Vall dels Temples d'Agrigent, a Sicília. És un temple d'ordre dòric i és un dels més grans de l'Antiga Grècia. Es començà a construir al 480 ae i no estava acabat quan els cartaginesos saquejaren Agrigent en el 405 ae, i es quedà inconclús.
L'edifici es componia de set semicolumnes a la façana curta i catorze al costat llarg, unides entre si per un mur perimetral exterior. L'espai de dins estava dividit en tres naus longitudinals de la mateixa amplària amb dues fileres de dotze semipilastres quadrades, alineades amb les semicolumnes de l'exterior i unides entre si per llenços de mur. Aquests dos murs interiors formaven un naos central que devia ser descobert.
El conjunt incloïa una sèrie de atlants o figures masculines colossals d'uns 7,5 m d'alçada, amb els braços flexionats cap enrere per damunt del coll. Segurament s'emplaçaven a la part superior de l'edifici, simulant la postura de sostenir-ne l'entaulament. Ara es mostren dues d'aquestes figures, una al lloc original del temple i una altra al Museu Arqueològic d'Agrigent.
L'edifici es considera un temple inusual i atípic a causa de les seues dimensions, la presència d'atlants i a altres qüestions formals encara no resoltes. Ara només se'n conserva una gran plataforma de pedra en què s'amunteguen restes de pilars i blocs de pedra esfondrats.
El Temple de Zeus Olímpic és a la Vall dels Temples, que és la zona arqueològica d'Agrigent declarada Patrimoni de la Humanitat per la Unesco del 1998 ençà.

## Història
| «                                                                                   | «La parada següent es va dedicar a les ruïnes del Temple de Júpiter. Com l'ossada d'un gegantesc esquelet, estan disseminades al llarg d'un ampli espai […] En aquesta pila de runa qualsevol pedra esculpida ha desaparegut, tret d'un colossal triglif i un fragment de pilastra redona de proporcions corresponents. Vaig tractar d'abastar-la amb els braços estesos, i no vaig poder envoltar-la. Tanmateix, quant a les estries de la columna, alguna idea se'n pot formar a partir del fet que, introduint-m'hi com en un nínxol, la vaig omplir per complet i vaig tocar tots dos costats amb els muscles. Vint-i-dues persones en cercle abastarien el perímetre d'aqueixa columna.» | » |
| — Johann Wolfgang von Goethe, Viatge a Itàlia, Tom 2. Dimecres, 25 d'abril de 1787. | |   |

Fotografia del Temple de Júpiter realitzada per Giorgio Sommer cap al 1888. Núm. cat.: 8600

Segons l'historiador Diodor de Sicília, l'edifici podria haver estat fundat per a commemorar la batalla d'Hímera del 480 abans de la nostra era, en la qual les ciutats gregues d'Acragante i Siracusa derrotaren els cartaginesos sota el comandament d'Amílcar Barca. D'acord amb Diodor, el temple s'hauria construït emprant mà d'obra esclava cartaginesa, soldats derrotats i capturats durant la batalla. L'escriptor afegeix que l'edifici va romandre inconclús per la conquesta cartaginesa de la ciutat el 406 ae, després del setge d'Agrigent.
Les recerques recents, però, posen en dubte aquesta datació, perquè el Temple de Zeus Olímpic difereix del Temple d'Atena de Siracusa i del temple d'Hímera, tots dos realitzats després de l'acord de pau del 480 ae. Per tant, no s'exclou que el projecte del temple i l'inici dels treballs de construcció començassen en una època anterior i es puga relacionar amb l'inici de la tirania de Teró (488-472 ae).
L'edifici va quedar totalment destruït a causa d'un terratrèmol ocorregut el 797, segons Pau el Diaca. En acabant, i d'acord amb el relat de l'historiador Tommaso Fazello, acabà per esfondrar-se el 19 de desembre del 1401. Els vestigis del peristil s'utilitzaren per a construir una capella bizantina. Fou el mateix Fazello qui va redescobrir les ruïnes del temple a mitjan segle xvi. Entre l'edat mitjana i el segle xviii, les restes s'empraren parcialment com a material de construcció per a les actuals ciutats d'Agrigent i el port de la propera Portu Empedocli. El 1787, Goethe va visitar les ruïnes del temple i va escriure en el seu diari Viatge a Itàlia aquesta descripció: Els orígens del Temple de Zeus Olímpic són incerts, tot i que es coneix principalment per dues fonts antigues, la de l'historiador grec Polibi en el segle ii i la de Diodor de Sicília, en el segle i Polibi l'esmenta breument en una descripció d'Acragant (l'actual Agrigent), i en comenta que:
| «                                             | «Vertaderament Agrigent no sols avantatja la majoria de ciutats en el que hem comentat, sinó en fortalesa, bellesa i construcció d'edificis […] L'adornen altres sobergs edificis, com ara temples i pòrtics. El Temple de Júpiter Olimpi, tot i no competir en magnificència, en magnitud no en cedeix a cap dels de Grècia.» | » |
| — Polibi, Històries, llibre IX, capítol VIII. | |   |

Des de començaments del segle xix, s'han fet moltes excavacions i estudis per a reconstruir l'aspecte originari del temple, fins a les recerques encomanades a l'Institut Arqueològic Alemany d'entre el 2000 i el 2006.

## Descripció

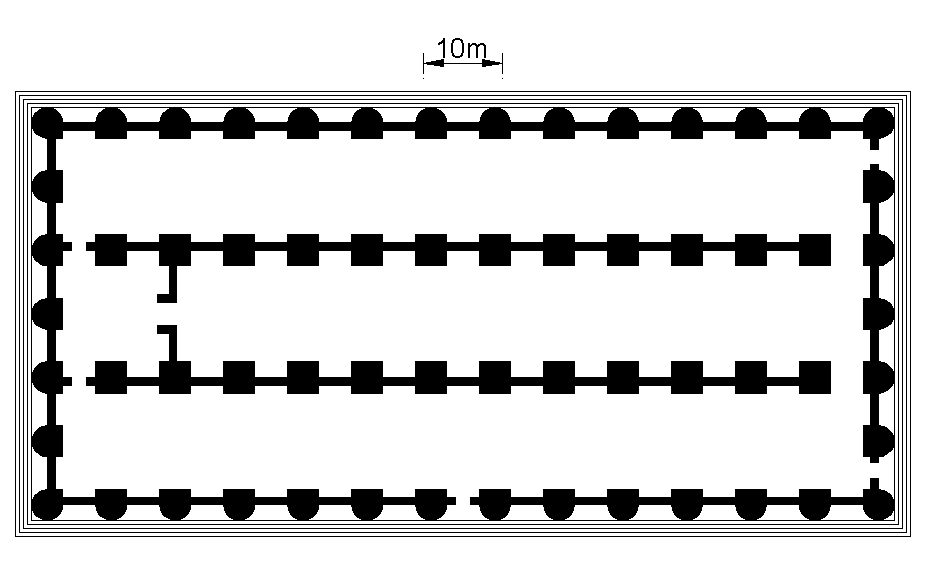
Planta del Temple B o Temple de Zeus Olímpic (Olimpèion)

Diodor de Sicília descriu en la seua obra les dimensions del temple i la forma en què el van construir:
| «                                          | «El temple té 340 peus de llarg i 60 d'ample. L'alçada n'és de 120 peus per damunt dels fonaments. Es podria considerar un dels més grans temples de Sicília o de fora de Sicília pel volum de la planta. I si la invasió [cartaginesa] no n'hagués paralitzat la construcció, l'opció en seria òbvia. Altres temples s'han construït fins a certa altura amb murs simples, altres en tenen columnes. Aquest, però, en combina totes dues formes, perquè les columnes formen part dels murs. A fora són circulars, a l'interior rectangulars. La circumferència exterior en fa 20 peus, […] i a l'interior 12 peus.» | » |
| — Diodor de Sicília, Llibre XIII, 82, 3-4. | |   |

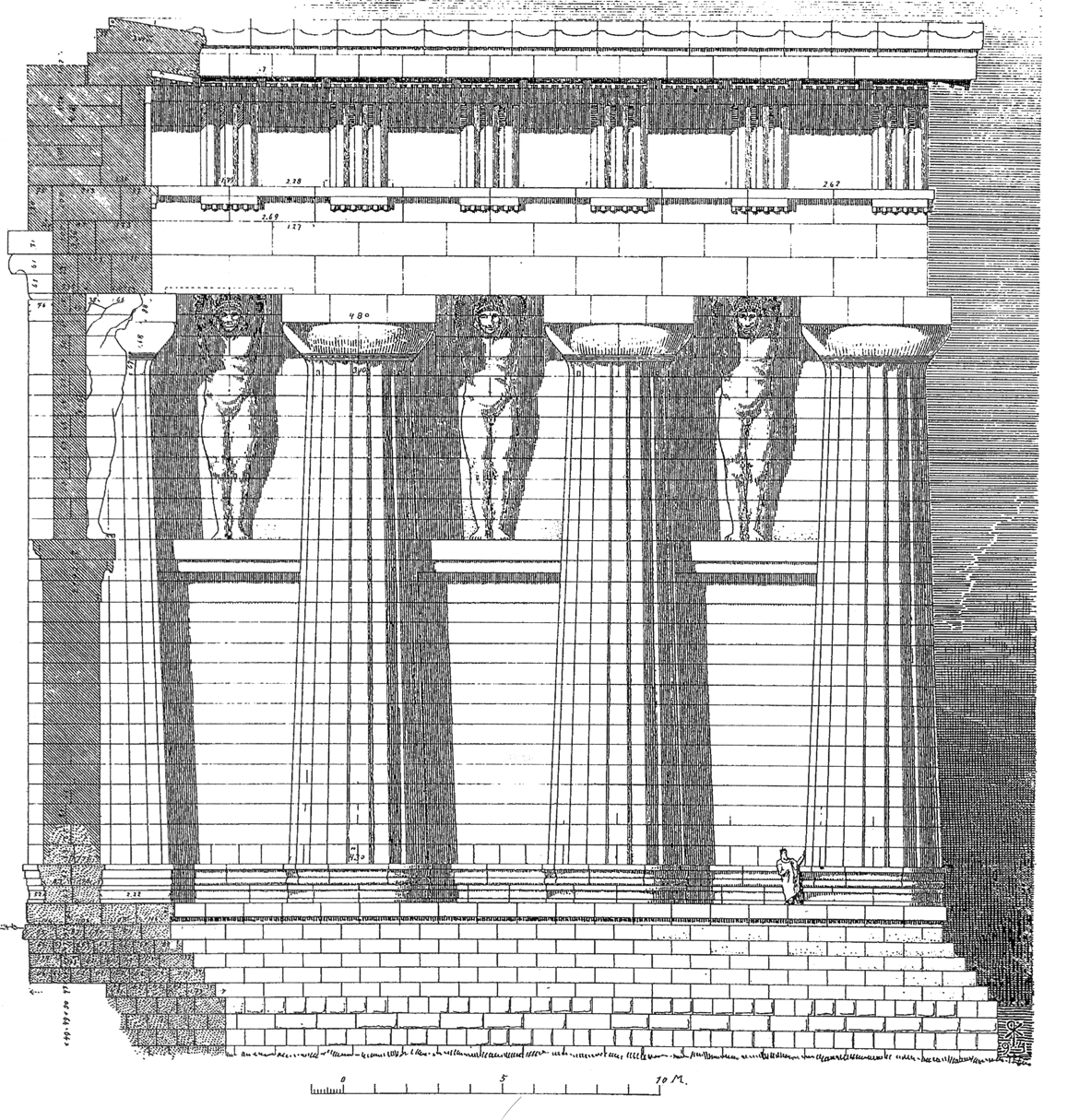
Reconstrucció hipotètica del mur exterior del temple

El temple, l'estructura del qual encara s'estudia, s'alçava sobre un crepidoma o gran plataforma de cinc esglaons, que feia uns 4,5 metres d'alçada sobre el nivell del sòl. Tenia un estilòbat de 112,70 m x 56,30 m, i una altura total d'uns 20 m. L'edifici estava construït amb petits carreus, i això fa que les dimensions globals en siguen incertes. Aquests petits carreus eren fàcils de transportar, i això contribuí a la disgregació del temple. Presenta una pseudoperístasi, és a dir, una falsa columnata de semicolumnes perimetrals disposades a una distància uniforme i unides per un mur continu. Segons Diodor, les columnes «tenien unes estries que podien fàcilment allotjar una persona». No es van construir amb tambors superposats sinó amb maçoneria. Les esquerdes en forma de O als costats d'algunes pedres grans indiquen que s'hi hauria usat un sistema de corrioles per a col·locar les pedres a lloc.
La façana frontal del temple tenia set semicolumnes, una disposició arcaica que impedia l'existència d'una porta central en tenir un nombre parell de buits. Per això, se suposa que s'accediria a l'edifici per dos pòrtics situats als cantons del costat est, o bé pel centre de la façana del sud. Les façanes longitudinals tenien catorze semicolumnes cadascuna.
El naos tenia un mur que connectava dotze pilastres en cada costat. El precedia un atri d'accés, el pronaos, i una obertura posterior, l'opistòdom, delimitats també per trams de mur. L'accés al naos es feia per un nombre indeterminat de portes. L'interior estava inspirat en l'arquitectura feniciocartaginesa i estava format per una immensa sala dividida en tres naus amb dues fileres de pilars. La nau central era hípetra, és a dir, estava oberta a l'aire lliure; es pensa que es va deixar oberta per la dificultat de cobrir una distància tan gran. Es creu que podrien haver-hi finestres entre les columnes, tot i que no s'ha pogut confirmar.

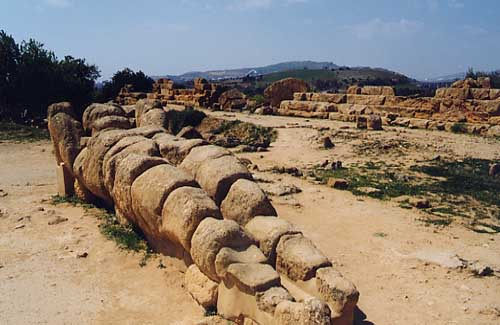
Restes d'un dels atlants a l'àrea de l'Olimpèion

D'acord amb la descripció de Diodor de Sicília, els frontons «tenien una llargada i altura extraordinàries» i estaven rematats amb escultures de marbre. L'extrem oriental mostrava una Gigantomàquia, mentre que la façana occidental representava la Guerra de Troia, de nou simbolitzant el triomf grec sobre els enemics bàrbars. Diodor explica també que «cada heroi estava acuradament tallat, de manera que podia diferenciar-se dels dels costats».
Davant de la façana est, a una distància d'uns 50 metres, s'erigia un gran altar major sobre pilastres. Les dimensions n'eren de 54,50 m x 17,50 m, i tenia una escalinata que duia a una plataforma on es realitzaven sacrificis.

### Atlants

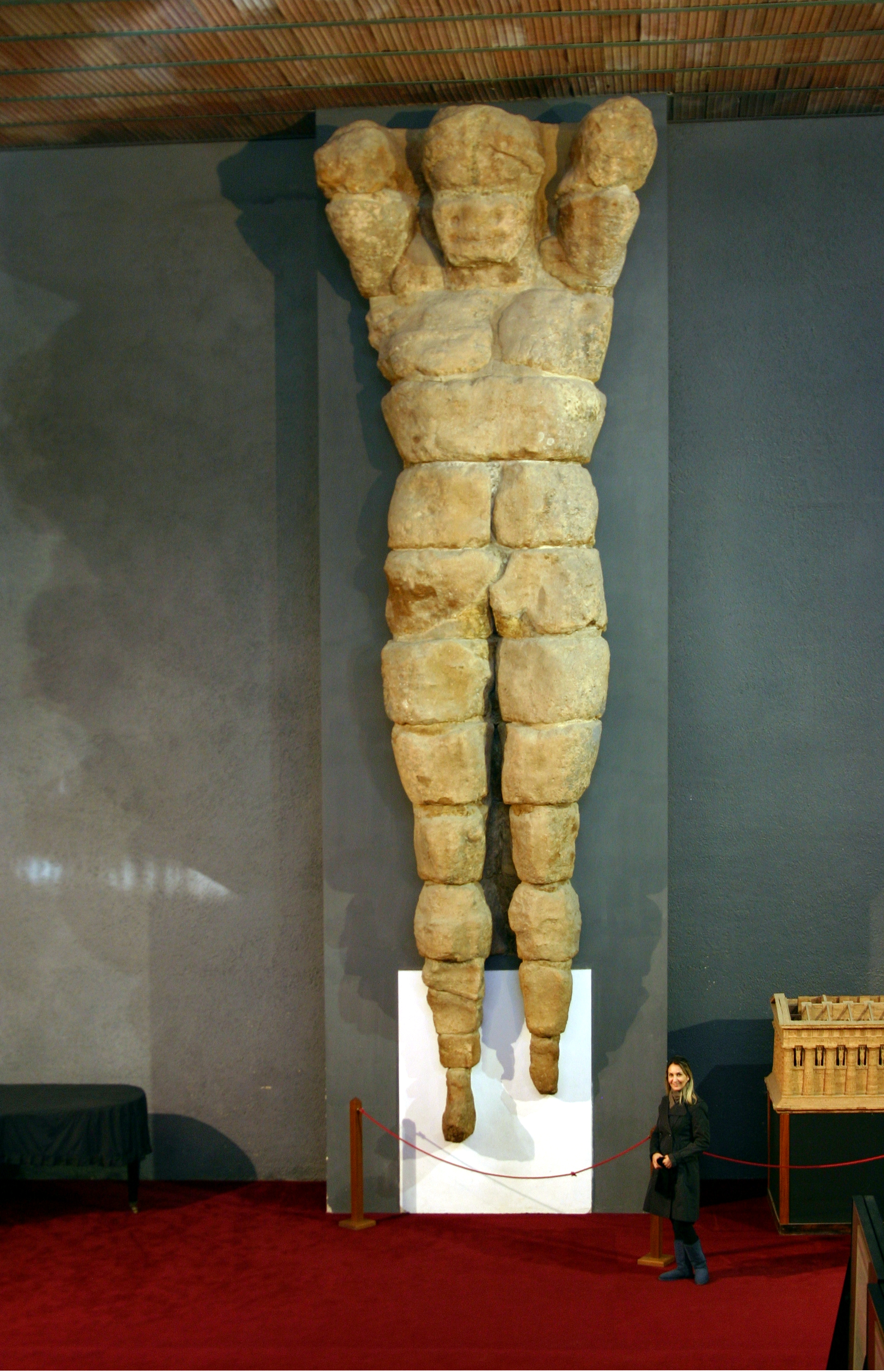
Atlant exposat al Museu Arqueològic d'Agrigent

Al contrari que en altres temples de llavors, les columnes exteriors no estaven pas exemptes formant un peristil independent, sinó embegudes en un mur continu, necessari per a suportar l'immens pes de l'entaulament. Entre les columnes hi havia uns colossals atlants o escultures de pedra de prop de 7,5 m d'alçada. La seua posició exacta ha estat objecte de debat, però la creença més estesa és que s'aixecaven damunt una plataforma de la part superior del mur exterior, subjectant amb les seues mans el pes de la part superior del temple. Sembla que aquestes figures s'haurien alternat entre estàtues amb rostres barbuts i afaitats, nus, d'esquena al mur i de braços plegats darrere dels caps.
El 1825, l'arqueòleg Raffaello Politi va reconstruir un dels atlantes caiguts, que actualment s'exhibeix al Museu Arqueològic d'Agrigent, al costat d'altres tres caps que es van recuperar. La rèplica d'un altre atlant i les restes d'un tercer colós poden visitar-se en el seu emplaçament originari entre les ruïnes. Els intents de fer una reconstrucció detallada de l'aspecte primigeni dels telamons han fracassat pel seu mal estat, molt erosionat, i han desaparegut tots els peus de les estàtues.
Els atlants són una característica excepcionalment inusual i degueren ser únics en la seua època. Alguns experts interpreten que simbolitzaven l'esclavitud grega dels invasors cartaginesos, o bé els han atribuït influències egípcies. Joseph Rykwert comenta que «la grandària completa del temple sembla confirmar la prestigiosa extravagància dels habitants d'Acragas i el seu gust per l'ostentació».

## Culte a Zeus
A l'oest de la Vall dels temples, al final de la via sagrada de l'antiga ciutat s'aixeca una plateia o plataforma dominada per l'àrea del gran Olimpeion. La zona consta d'un tèmenos amb el gran temple dedicat a Zeus Olímpic, santuaris i altres zones que encara estan estudiant-se. Les fonts clàssiques esmenten quatre cultes a Zeus a Acragas, un dels quals era el de Zeus Olimpios, normalment associat al Temple de Zeus Olímpic.
Alguns estudis han ressaltat un aspecte particular del culte que es practicaria al temple, provinent potser de l'època arcaica. Es tractaria de l'adoració a un Zeus ctònic, és a dir, el mateix Zeus anomenat en la llegenda d'Hesíode com a proveïdor de béns agrícoles, en estreta relació amb Demèter. La naturalesa d'aquest culte es relacionaria amb els santuaris veïns, de culte a Demèter, i amb la mateixa concepció arquitectònica singular del naos com una gran sala interior tancada i compacta. Es desconeix, però, la ubicació exacta que en tindria la suposada estàtua de Zeus dins el naos.

## Innovació arquitectònica
Quant a l'estil, el temple era d'ordre dòric, però en diferia dels cànons de la seua època. D'acord amb l'expert Joseph Rykwert, és considerat el temple més gran de Sicília i de tots els temples dòrics de l'antiguitat. Un dels trets més cridaners n'eren els murs de carreus unint les semicolumnes dòriques a intervals regulars, que reemplaçaven la columnata tradicional. A dins, les pilastres dòriques es disposaven com un reflex de les semicolumnes de l'exterior, i s'hi creava un efecte molt diferent al d'un disseny tradicional, per la menor entrada de llum natural i aire. A més a més, el temple estava format per 7 x 14 columnes, quan un temple dòric convencional tenia 6 x 13 columnes. El tret més distintiu del temple és l'existència dels colossals telemons, que devien ser en la meitat superior dels murs exteriors, entre les semicolumnes. La presència d'aquests colossos és única en un temple d'aquestes característiques. Les mateixes dimensions dels atlants, d'uns 7,5 metres d'alçada, són una fita dins de l'escultura de l'antiguitat, no sols a Sicília sinó en l'art grec de la seua època.
Sembla que el temple es va construir per a imitar els grans temples jònics d'Àsia Menor. L'arquitecte, en comptes d'explorar els límits de l'ordre dòric i dels materials a l'abast, optà per una solució diferent. Així, mentre que l'ordre encara n'és dòric, el peristil obert és reemplaçat per un mur de semicolumnes a l'exterior i pilastres a dins. Aquest edifici suposa l'aparició per primera vegada de la semicolumna en l'arquitectura grega monumental.
L'estat inacabat de l'edifici impedeix l'anàlisi completa d'aquesta innovadora estructura. El monument, però, resulta clau per a l'estudi general de l'arquitectura grega que duria més endavant a l'època clàssica. A més a més, el temple suposa una mostra de l'ambició i singularitat dels grecs de Sicília.